# ایلگیز تانتاشف
ایلگیز تانتاشف (زاده ۵ آوریل ۱۹۸۴ میلادی) یک داور فوتبال اهل کشور ازبکستان است.
او از سال ۲۰۱۳ در لیست داوران بین‌المللی فیفا قرار دارد.
وی در مسابقات لیگ قهرمانان آسیا قضاوت کرده است.

### معنی نام
ایلگز: ایل+گز : سفیر
تانتاشف: قبیله طنطش شامات